# Ángel Zabala Ozamiz
Ángel Zabala Ozamiz "Kondaño" (Gauteguiz de Arteaga, 27 de mayo de 1866-Madrid, 1940) fue un político español de ideología nacionalista vasca y dirigente y Diputado provincial de Bizkaia del Partido Nacionalista Vasco (PNV).

## Biografía

### Primeros años
Ángel Zabala nació en Gautéguiz de Arteaga el 27 de mayo de 1866. Su familia residía en Guernica y Luno, donde la compañía naviera de su padre tenía sus oficinas (Compañía Marítima Gorocica S.A. o Gorocica-Zabala).
Estudió en el Colegio de los Jesuitas de Orduña, donde seguramente coincidió con los hermanos Sabino y Luis Arana. Después cursó la carrera de Derecho, licenciándose en Salamanca. Fue uno de los primeros miembros del Partido Nacionalista Vasco, participando en su fundación en 1895. Un año más tarde resultó elegido además para formar parte de su BBB.
A partir de 1897 comenzó a colaborar en la prensa nacionalista vasca, preferentemente sobre temas relacionados con la historia y el derecho. A finales de 1898 fue encarcelado, pasando un mes en la prisión de Larrinaga, por dar una ikurriña a unos albañiles para que coronaran una construcción en Arteaga.
En 1902, estando preso Sabino Arana en la misma cárcel, delegó temporalmente sus funciones como presidente del BBB en Zabala. Este resultó elegido al año siguiente, junto a Pedro Chalbaud, diputado provincial de Bizkaia por el PNV.

### Presidente del PNV
En septiembre, estando ya muy avanzada su enfermedad, Sabino Arana delegó en él definitivamente, por lo que a su muerte, el 25 de noviembre de 1903, Ángel de Zabala era su principal dirigente. En esta difícil situación Zabala reorganizó la estructura interna del PNV para que fuera más acorde con la de un partido moderno que la existente hasta entonces.
Cumplido este cometido dimitió, retirándose de la vida política activa.

### Fin de vida política y muerte
Desde entonces se dedicó al estudio de la historia de Bizkaia, si bien continuó siendo un importante referente para todos los nacionalistas vascos hasta su muerte, que tuvo lugar en Madrid en 1940.

## Obras
- Historia de Bizcaya. 1793 - 1807, Bilbao, 1909
- Historia de Bermeo. Tomo I, Bermeo, 1928. Tomo II, Bermeo, 1931.